# Ludwig Thoma (Politiker, 1890)
Ludwig Thoma (* 4. Dezember 1890 in Günzburg; † 20. Oktober 1972 in Dießen am Ammersee) war ein deutscher Verwaltungsbeamter und bayerischer Senator.

## Leben
Thoma besuchte die Volksschule und das Humanistische Gymnasium Günzburg und verließ dieses 1910 mit dem Abitur. Daraufhin studierte er Staatswissenschaften an der Universität München und war nach der Prüfung für den gehobenen Verwaltungsdienst beim Stadtrat von München und bei der Gemeinde Penzberg tätig. Er war von 1918 bis zu seiner Entlassung 1933 Geschäftsführer des Verbands der Landgemeinden Bayerns. 1936 stieg er in die  Versicherungswirtschaft ein, in der er neun Jahre lang arbeitete, danach war er von 1946 bis 1948 Kreisdirektor des BBV im Bezirk Niederbayern und von 1948 bis 1958 geschäftsführendes Mitglied des Vorstands des Bayerischen Gemeindetags. 1947 übernahm er dort kommissarisch das Amt des ersten Vorsitzenden, in das er 1950 gewählt wurde, bis er es 1966 aufgab. Daraufhin wurde er zum Ehrenvorsitzenden und Vizepräsidenten des Deutschen Gemeindetags gewählt, 1968 wurde er zudem Ehrenmitglied des Präsidiums. Vom 4. Dezember 1947 bis zum 31. Dezember 1971 war er Mitglied des Bayerischen Senats und von 1970 dessen Alterspräsident.